# Ngerunguikl
Der Ngerunguikl ist ein 105 m hoher Hügel auf der Insel Koror im Inselstaat Palau im Pazifik. 

## Geographie
Der Hügel liegt im Süden der Insel beim Ort Ngermid. Er überblickt die Mechang Lagune (Nikko Bay).